# 광주무등경기장 수영장
광주무등경기장 수영장은 대한민국 광주광역시 북구 임동에 위치하던 수영장이다. 1977년 5월 19일에 착공하여 9월 30일에 완공하였다. 이후 2008년에 폐장되어서 주차장으로 활용했다.
이후 2023년에 재개장하였다.